# Хитати (провинция)

Провинция Хитати на карте Японии со старым административным делением (выделена красным).

Провинция Хитати (яп. 常陸国 хитати но куни, «Страна Хитати» или 常州 дзё:сю:, «провинция Хитати») — историческая провинция Японии в регионе Канто на востоке острова Хонсю. Соответствует современной префектуре Ибараки.

## История
Провинция была образована в VII веке. Её административный центр находился в современном городе Исиока.
Удалённость от столицы и опасность нападения соседних племён эмиси превратили провинцию Хитати на один из форпостов японского самурайства. Провинция была под особым контролем императорского правительства. С конца XII века до середины XIV века землями Хитати владел род Ода. Однако после образования сёгуната Муромати провинция перешла к роду Сатакэ, который владел ею до конца XVI века.
В период Эдо (1603—1867) провинция Хитати была разделена на ряд владений хан. Самым крупным из них был Мито-хан, которым владел род Мацудайра.
В результате административных реформ в 1871 году провинция Хитати была преобразована в префектуру Ибараки.

## Уезды провинции Хитати
- Ибараки (яп. 茨城郡)
- Касима (яп. 鹿島郡)
- Коти (яп. 河内郡)
- Кудзи (яп. 久慈郡)
- Макабэ (яп. 真壁郡)
- Нака (яп. 那珂郡)
- Намэката (яп. 行方郡)
- Ниихари (яп. 新治郡)
- Сида (яп. 信太郡)
- Тага (яп. 多賀郡（多珂郡）)
- Цукуба (яп. 筑波郡)